# Bradyagaue gracilis
Bradyagaue gracilis is een mijtensoort uit de familie van de Halacaridae. De wetenschappelijke naam van de soort is voor het eerst geldig gepubliceerd in 1984 door Newell.